# Liste des codes IATA des aéroports/D
Liste des codes IATA des aéroports internationaux.
Le code de deux lettres qui suit la ville est la subdivision du pays (région, État…) selon la norme ISO 3166-2.
- A
- B
- C
- D
- E
- F
- G
- H
- I
- J
- K
- L
- M
- N
- O
- P
- Q
- R
- S
- T
- U
- V
- W
- X
- Y
- Z

- Haut – DA
- DB
- DC
- DD
- DE
- DF
- DG
- DH
- DI
- DJ
- DK
- DL
- DM
- DN
- DO
- DP
- DQ
- DR
- DS
- DT
- DU
- DV
- DW
- DX
- DY
- DZ

## DA
- DAA – Fort Belvoir (Davison Army Air Field), Virginie, États-Unis
- DAB – Aéroport de Daytona Beach, Floride, États-Unis
- DAC – Aéroport international Shah Jalal, Bangladesh
- DAD – Aéroport international de Đà Nẵng, Viêt Nam
- DAE – Daparizo, Inde
- DAF – Daup, Papouasie-Nouvelle-Guinée
- DAG – Daggett (Barstow-Daggett Airport), Californie, États-Unis
- DAH – Dathina, Yémen
- DAI – Darjeeling, Inde
- DAJ – Île Dauan, Queensland, Australie
- DAL – Aéroport de Dallas Love Field, Texas, États-Unis
- DAM – Aéroport international de Damas, Damas, Syrie
- DAN – Danville (Danville Regional Airport), Virginie, États-Unis
- DAP – Darchula, Népal
- DAR – Aéroport international Julius Nyerere, Dar es Salaam, Tanzanie
- DAT – Datong, Chine
- DAU – Daru, Papouasie-Nouvelle-Guinée
- DAV – Aéroport de David, Panama
- DAX – Dazhou, Chine
- DAY – Aéroport international de Dayton, Ohio, États-Unis
- DAZ – Aérodrome de Darwaz, Afghanistan

## DB
- DBA – Dalbandin, Pakistan
- DBB – El-Alamein, Égypte
- DBC - Baicheng, Chine
- DBD – Dhanbad, Jharkhand, Inde
- DBK – Kalpitiya (Dutch Bay Seaplane Base), Sri Lanka
- DBL – Panaji, Inde
- DBM – Aéroport de Debre Markos, Éthiopie
- DBN – Dublin (Barron Airport), Géorgie, États-Unis
- DBO – Dubbo, Nouvelle-Galles du Sud, Australie
- DBP – Debapare, Papouasie-Nouvelle-Guinée
- DBQ – Aéroport régional de Dubuque, Iowa, États-Unis
- DBS – Dubois (Dubois Municipal Airport), Idaho, États-Unis
- DBT – Aéroport de Debre Tabor, Éthiopie
- DBV – Aéroport de Dubrovnik, Croatie
- DBY – Dalby, Queensland, Australie

## DC
- DCA – Aéroport national Ronald Reagan, district de Columbia, États-Unis
- DCF – Aéroport de Canefield, Dominique
- DCG – Dubai (Dubai Creek Seaplane Base), Émirats arabes unis
- DCK – Dahl Creek Airport, Alaska, États-Unis
- DCM – Aéroport de Castres-Mazamet, France
- DCN – Derby (RAAF Base Curtin), Australie
- DCR – Decatur Hi-Way Airport, Indiana, États-Unis
- DCS – Doncaster, Angleterre, Royaume-Uni
- DCT – Duncan Town, Bahamas
- DCU – Aéroport régional de Pryor Field, Decatur, Alabama, États-Unis
- DCY – Washington (Daviess County Airport), Indiana, États-Unis

## DD
- DDC – Dodge City (Dodge City Regional Airport), Kansas, États-Unis
- DDD – Attol Nilandhe du Sud, Maldives
- DDG – Dandong, Chine
- DDI – Daydream Island, Queensland, Australie
- DDM – Dodoima, Papouasie Nouvelle Guinée
- DDN – Delta Downs, Queensland, Australie
- DDP – Dorado Airport (private), Porto Rico
- DDU – Dadu, Pakistan

## DE
- DEA – Aéroport international de Dera Ghazi Khan, Pakistan
- DEB – Aéroport international de Debrecen, Hongrie
- DEC – Decatur Airport, Illinois, États-Unis
- DED – Aéroport de Dehradun, Inde
- DEE – Ioujno-Kourilsk, Russie
- DEF – Dezfoul, Iran
- DEH – Decorah Municipal Airport, Iowa, États-Unis
- DEI – Île de Denis, Seychelles
- DEL – Aéroport international Indira-Gandhi, Inde
- DEM – Aéroport de Dembidolo, Éthiopie
- DEN – Aéroport international de Denver, Colorado, États-Unis
- DEO – Héliport de Dearborn Helistop, Michigan, États-Unis
- DEP – Daporijo, Inde
- DEQ – Deqing, Chine
- DER – Derim, Papouasie-Nouvelle-Guinée
- DES – Île Desroches, Seychelles
- DET – Detroit City Airport, Michigan, États-Unis
- DEX – Dekai, Papouasie-Nouvelle-Guinée
- DEZ – Aéroport de Deir ez-Zor, Syrie

## DF
- DFA – Abou Dabi (Al Dhafra Military Airport), Émirats arabes unis
- DFB – Driftwood Bay, Arkansas, États-Unis
- DFI – Defiance,  (Defiance Memorial Airport), Ohio, États-Unis
- DFP – Drumduff, Queensland, Australie
- DFW – Aéroport international de Dallas-Fort Worth, Texas, États-Unis

## DG
- DGA – Aérodrome de Dangriga, Belize
- DGB – Danger Bay, Arkansas, États-Unis
- DGC – Degehabur, Éthiopie
- DGE – Mudgee, Nouvelle-Galles du Sud, Australie
- DGK – Dugong Beach Lodge Airstrip, Mozambique
- DGL – Douglas Municipal Airport, Arizona, États-Unis
- DGM – Colombo (Dandugama Seaplane Base), Sri Lanka
- DGN – Dahlgren LAB Airport, Virginie, États-Unis
- DGO – Aéroport international de Durango, Mexique
- DGP – Daugavpils, Lettonie
- DGR – Dargaville, Nouvelle-Zélande
- DGT – Dumaguete, Philippines
- DGU – Dédougou, Burkina Faso
- DGW – Douglas (Converse County Airport), Wyomoing, États-Unis

## DH
- DHA – Dhahran, Arabie saoudite
- DHB – Deer Harbor Sea Plane Base, Washington, États-Unis
- DHD – Durham Downs, Queensland, Australie
- DHF – Base aérienne Al Dhafra, Émirats arabes unis
- DHI – Aéroport de Dhangadhi, Népal
- DHL – Dhala, Yémen
- DHM – Dharamsala, Inde
- DHN – Dhotan Airport, Alabama, États-Unis
- DHR – Le Helder, Pays-Bas
- DHT – Dalhart Municipal Airport, Texas, États-Unis

## DI
- DIA – Ancien aéroport international de Doha, Quatar
- DIB – Aéroport de Dibrugarh, Inde
- DIC – Dili, Timor oriental
- DIE – Aérodrome d'Arrachart, Madagascar
- DIJ – Aéroport de Dijon-Bourgogne, France
- DIK – Dickinson Municipal Airport, Dakota du Nord, États-Unis
- DIL – Aéroport international de Dili, Timor oriental
- DIM – Aérodrome de Dimbokro, Côté d’Ivoire
- DIN – Aéroport de Diên Biên Phu, Vietnam
- DIO – Diomède, Alaska, États-Unis
- DIP – Aérodrome de Diapaga, Burkina Faso
- DIQ – Aéroport de Divinópolis, Minas Gerais, Brésil
- DIR – Aéroport international d'Aba Tenna Dejazmach Yilma, Éthiopie
- DIS – Aéroport de Dolisie, République du Congo
- DIU – Aéroport de Diu, Inde
- DIV – Aérodrome de Divo, Côté d’Ivoire
- DIW – Mawella Lagoon Airport, Sri Lanka
- DIY – Aéroport international de Diyarbakır, Turquie

## DJ
- DJA – Aérodrome de Djougou, Benin
- DJB – Aéroport Sultan Thaha, Indonésie
- DJE – Aéroport international de Djerba-Zarzis, Tunisie
- DJG – Aéroport Inedbirene de Djanet, Algérie
- DJH – Jebel Ali Seaplane Base, Émirats arabes unis
- DJJ – Aéroport de Jayapura-Sentani, Indonésie
- DJM – Djambala, République du Congo
- DJN – Delta Junction, Alaska, États-Unis
- DJO – Aérodrome de Daloa, Côte d’Ivoire
- DJR – Dajarra, Queensland, Australie
- DJU – Djúpivogur, Islande
- DJV – Dabajoro, Venezuela

## DK
- DKA – Aéroport de Katsina, Nigéria
- DKB – DeKalb, Illinois, États-Unis
- DKI – Île Dunk, Queensland, Australie
- DKK – Chautauqua (Dunkirk Airport), New York, États-Unis
- DKS – Dikson, Russie
- DKV – Kaltukatjara, Territoire du Nord, Australie
- DKX – Knoxville, Tennessee, États-Unis

## DL
- DLA – Aéroport international de Douala, Cameroun
- DLB – Dalbertis, Papouasie-Nouvelle-Guinée
- DLC – Aéroport international de Dalian, Chine
- DLD – Geilo (Dajali), Norvège
- DLE – Aéroport de Dole - Jura, France
- DLF – Del Rio (Laughlin Air Force Base), Texas, États-Unis
- DLG – Dillingham Airport, Alaska, États-Unis
- DLH – Duluth International Airport, Minnesota, États-Unis
- DLI – Aéroport de Liên Khuong, Vietnam
- DLK – Dulkaninna, Australie-Méridionale, Australie
- DLL – Dillon County Airport, Caroline du sud, États-Unis
- DLM – Aéroport de Dalaman, Turquie
- DLN – Dillon Airport, Montana, États-Unis
- DLO – Dolomi, Alaska, États-Unis
- DLS – The Dalles Municipal Airport, Oregon, États-Unis
- DLU – Aéroport de Dali, Chine
- DLV – Delissaville, Territoire du Nord, Australie
- DLY – Dillons Bay, Erromango, Vanuatu
- DLZ – Dalanzadgad, Mongolie

## DM
- DMA – Davis-Monthan Air Force Base, Arizona, États-Unis
- DMB – Aéroport de Taraz, Kazakhstan
- DMD – Doomadgee, Queensland, Australie
- DME – Aéroport de Moscou-Domodedovo, Russie
- DMF – Montgomery (National Guard), Alabama, États-Unis
- DMK – Aéroport international Don Muang, Thaïlande
- DMM – Aéroport international du roi Fahd, Arabie saoudite
- DMN – Deming Municipal Airport, Nouveau-Mexique, États-Unis
- DMO – Sedalia Memorial Airport, Missouri, États-Unis
- DMR – Dhamar, Yémen
- DMT – Diamantino, Mato Grosso, Brésil
- DMU – Aéroport de Dimapur, Inde

## DN
- DNA – Île Okinawa, (Kadena Air Base), Japon
- DNB – Dunbar, Queensland, Australie
- DNC – Danané, Côte d’Ivoire
- DND – Aéroport de Dundee, Écosse, Royaume-Uni
- DNE – Plano (Dallas North Airport), Texas, États-Unis
- DNF – Derna, Libye
- DNH – Aéroport de Dunhuang, Chine
- DNI – Wad Madani, Soudan
- DNJ – Dinajpur, Bangladesh
- DNK – Aéroport international de Dnipro, Ukraine
- DNL – Augusta (Daniel Field), Géorgie, États-Unis
- DNM – Denham, Australie-Occidentale, Australie
- DNN – Dalton Municipal Airport, Géorgie, États-Unis
- DNO – Dianópolis, Tocantins, Brésil
- DNP – Aéroport de Dang, Népal
- DNQ – Deniliquin, Nouvelle-Galles du Sud, Australie
- DNR – Aéroport de Saint-Malo-Dinard-Pleurtuit, France
- DNS – Denison Municipal Airport, Iowa, États-Unis
- DNT – Santa Barbara (Downtown), Californie, États-Unis
- DNU – Dinangat, Papouasie-Nouvelle-Guinée
- DNV – Danville (Vermilion County Airport), Illinois, États-Unis
- DNX – Dinder, Soudan
- DNY – Danbury, Connecticut, États-Unis
- DNZ – Denizli, Turquie

## DO
- DOA – Doany, Madagascar
- DOB – Dobo, Îles Aru, Indonésie
- DOC – Dornoch, Écosse, Royaume-Uni
- DOD – Dodoma, Tanzanie
- DOE – Djoemoe, Suriname
- DOF – Dora Bay, Alaska, États-Unis
- DOG – Dongola, Soudan
- DOH – Aéroport international Hamad, Qatar
- DOI – Île Doini, Papouasie-Nouvelle-Guinée
- DOK – Aéroport international de Donetsk, Ukraine
- DOL – Aéroport de Deauville - Saint-Gatien, France
- DOM – Aéroport Douglas-Charles, Dominique
- DON – Dos Lagunas, Guatemala
- DOO – Dorobisoro, Papouasie-Nouvelle-Guinée
- DOP – Dolpa, Népal
- DOR – Aérodrome de Dori, Burkina Faso
- DOS – Dios, Papouasie-Nouvelle-Guinée
- DOU – Dourados, Mato Grosso do Sul, Brésil
- DOV – Dover Air Force Base, Delaware, États-Unis
- DOX – Dongara, Australie-Occidentale, Australie
- DOY – Dongying, Chine
- DOZ – Dorra, Djibouti

## DP
- DPA – Chicago (Dupage Airport), Illinois, États-Unis
- DPB – Timaukel (Aérodrome de Pampa Guanaco), Chili
- DPE – Aérodrome de Dieppe - Saint-Aubin, France
- DPG – Dugway Proving Ground, Utah, États-Unis
- DPK – Deer Park, New York, États-Unis
- DPL – Dipolog, Philippines
- DPO – Devonport, Tasmanie, Australie
- DPS – Aéroport international Ngurah-Rai, Bali, Indonésie
- DPT – Deputatsky, Russie
- DPU – Dumpu, Papouasie-Nouvelle-Guinée

## DQ
- DQA – Aéroport de Daqing Sartu, Chine
- DQH – Douglas, Géorgie, États-Unis
- DQM – Aéroport de Duqm, Oman

## DR
- DRA – Mercury (Desert Rock Airport), Nevada, États-Unis
- DRB – Derby, Australie-Occidentale, Australie
- DRC – Dirico, Angola
- DRD – Dorunda, Queensland, Australie
- DRE – Drummond Island Airport, Michigan, États-Unis
- DRF – Kenai (Drift River), Alaska, États-Unis
- DRG – Deering, Alaska, États-Unis
- DRH – Dabra, Indonésie
- DRI – DeRidder (Beauregard Parish), Louisianne, États-Unis
- DRJ – Drietabbetje, Suriname
- DRK – Aérodrome de Bahia Drake, Costa Rica
- DRM – Dráma, Grèce
- DRN – Dirranbandi, Queensland, Australie
- DRO – Durango-La Plata County Airport, Colorado, États-Unis
- DRP – Bicol International Airport, Philippines
- DRR – Durrie, Queensland, Australie
- DRS – Aéroport de Dresde, Allemagne
- DRT – Del Rio International Airport, Texas, États-Unis
- DRU – Drummond Airport, Montana, États-Unis
- DRV – Dharavandhoo, Maldives
- DRW – Aéroport international de Darwin, Territoire du Nord, Australie
- DRY – Drysdale River, Australie-Occidentale, Australie

## DS
- DSA – Aéroport de Doncaster-Sheffield Robin Hood, Angleterre, Royaume-Uni
- DSC – Aéroport de Dschang, Cameroun
- DSD – Aérodrome de La Désirade, Guadeloupe, France
- DSE – Aéroport de Kombolcha, Éthiopie
- DSG – Dilasag, Philippine
- DSI – Destin, Floride, États-Unis
- DSK – Dera Ismail Khan, Pakistan
- DSL – Daru, Sierra Leone
- DSM – Aéroport international de Des Moines, Iowa, États-Unis
- DSN – Aéroport d'Ordos Ejin Horo, Chine
- DSO – Aéroport de Sŏndŏk, Corée du Nord
- DSS – Aéroport International Blaise Diagne, Dakar, Sénégal
- DSV – Dansville Municipal Airport, New York, États-Unis
- DSX – Îles Pratas, Taïwan

## DT
- DTA – Delta Municipal Airport, Utah, États-Unis
- DTB – Aéroport de Silangit, Indonésie
- DTD – Datadawai, Indonésie
- DTE – Daet, Philippines
- DTG – Aérodrome de Dwight, Illinois, États-Unis
- DTH – Vallée de la Mort, Californie, États-Unis
- DTI – Diamantina, Brésil
- DTK – Dietrich, Alaska, États-Unis
- DTL – Detroit Lakes, Minnesota, États-Unis
- DTM – Aéroport de Dortmund, Allemagne
- DTN – Shreveport Downtown Airport, Louisianne, États-Unis
- DTO – Denton Municipal Airport, Texas, États-Unis
- DTR – Decatur Shores Airport, Washington, États-Unis
- DTT – Detroit (Metropolitan Area), Michigan, États-Unis
- DTW – Aéroport métropolitain de Détroit, Michigan, États-Unis

## DU
- DUA – Durant (Eaker Field), Oklahoma, États-Unis
- DUB – Aéroport international de Dublin, Irlande
- DUC – Duncan (Halliburton Field), Oklahoma, États-Unis
- DUD – Aéroport international de Dunedin, Nouvelle-Zélande
- DUE – Dundo, Angola
- DUF – Corolla, Caroline du Nord, États-Unis
- DUG – Bisbee Douglas International Airport, Arizona, États-Unis
- DUI – Duisburg, Allemagne
- DUJ – DuBois-Jefferson County Airport, Pennsylvanie, États-Unis
- DUM – Dumai, Indonésie
- DUN – Dundas, Groenland
- DUQ – Duncan (Quamichan Lake), Colombie-Britannique, Canada
- DUR – Aéroport international King Shaka, Afrique du Sud
- DUS – Aéroport international de Düsseldorf, Allemagne
- DUT – Dutch Harbor (Unalaska Airport), Alaska, États-Unis
- DUX – Dumas Municipal Airport, Texas, États-Unis

## DV
- DVA – Deva, Roumanie
- DVK – Mine de diamants Diavik, Territoire du Nord-ouest, Canada
- DVL – Devils Lake Municipal Airport, Dakota du Nord, États-Unis
- DVN – Davenport Municipal Airport, Iowa, États-Unis
- DVO – Aéroport international Francisco Bangoy, Philippines
- DVP – Davenport Downs, Queensland, Australie
- DVR – Daly River, Territoire du Nord, Australie
- DVT – Aéroport de Phoenix-Deer Valley, Arizona, États-Unis
- DVX – Dover/Cheswold (Delaware Airpark), Delaware, États-Unis

## DW
- DWA – Dwangwa, Malawi
- DWB – Aérodrome de Soalala, Madagascar
- DWC – Aéroport international Al Maktoum, Émirats arabes unis
- DWD – Al-Duwadmi, Arabie Saoudite
- DWH – Houston (David Wayne Hooks), Texas, États-Unis
- DWN – Oklahoma City (Downtown Airpark), Oklahoma, États-Unis
- DWO – Sri Jayawardenapura Kotte (Diyawanna Oya Seaplane Base), Sri Lanka
- DWR – Camp Dwyer, Afghanistan
- DWS – Orlando (Lake Buena Vista), Floride, États-Unis

## DX
- DXA – Les Deux Alpes, France
- DXB – Aéroport international de Dubaï, Émirats arabes unis
- DXD – Dixie, Queensland, Australie
- DXE – Aérodrome de Bruce Campbell Field, Mississippi, États-Unis
- DXR – Danbury Municipal Airport, Connecticut, États-Unis
- DXX – Madison-Comté de Lac qui Parle, Minnesota, États-Unis

## DY
- DYA – Dysart, Queensland, Australie
- DYB – Summerville (Dorchester County), Caroline du Sud, États-Unis
- DYG – Aéroport de Zhangjiajie Hehua, Chine
- DYL – Doylestown, Pennsylvanie, États-Unis
- DYM – Diamantina Lakes, Queensland, Australie
- DYR – Aéroport d'Ougolny, Russie
- DYS – Abilene (Dyess Air Force Base), Texas, États-Unis
- DYU – Aéroport International de Douchanbé, Tajikistan
- DYW – Daly Waters, Territoire du Nord, Australie

## DZ
- DZA – Aéroport de Dzaoudzi-Pamandzi, Mayotte, France
- DZH – Dazhou, Chine
- DZI – Agustín Codazzi, Colombie
- DZN – Aéroport de Jezkazgan, Kazakhstan
- DZO – Durazno, Uruguay
- DZU – Xian de Dazu (Dazu Air Base), Chine